# Broby, Täby kommun
Broby är en kommundel inom Täby kommun, Stockholms län. Den ligger centralt i kommunen och gränsar mot Valla i väster, Såsta i norr, Karby och Ensta i öster samt till Ella park i söder.
Kommundelen har namn efter Broby gård. Vid Broby gård finns i dag ett demensboende för permanent- eller korttidsboende.
Inom kommundelen finns bostadsområden som Erikslund, Lövbrunna och Visinge.